# Кавалер Глюк

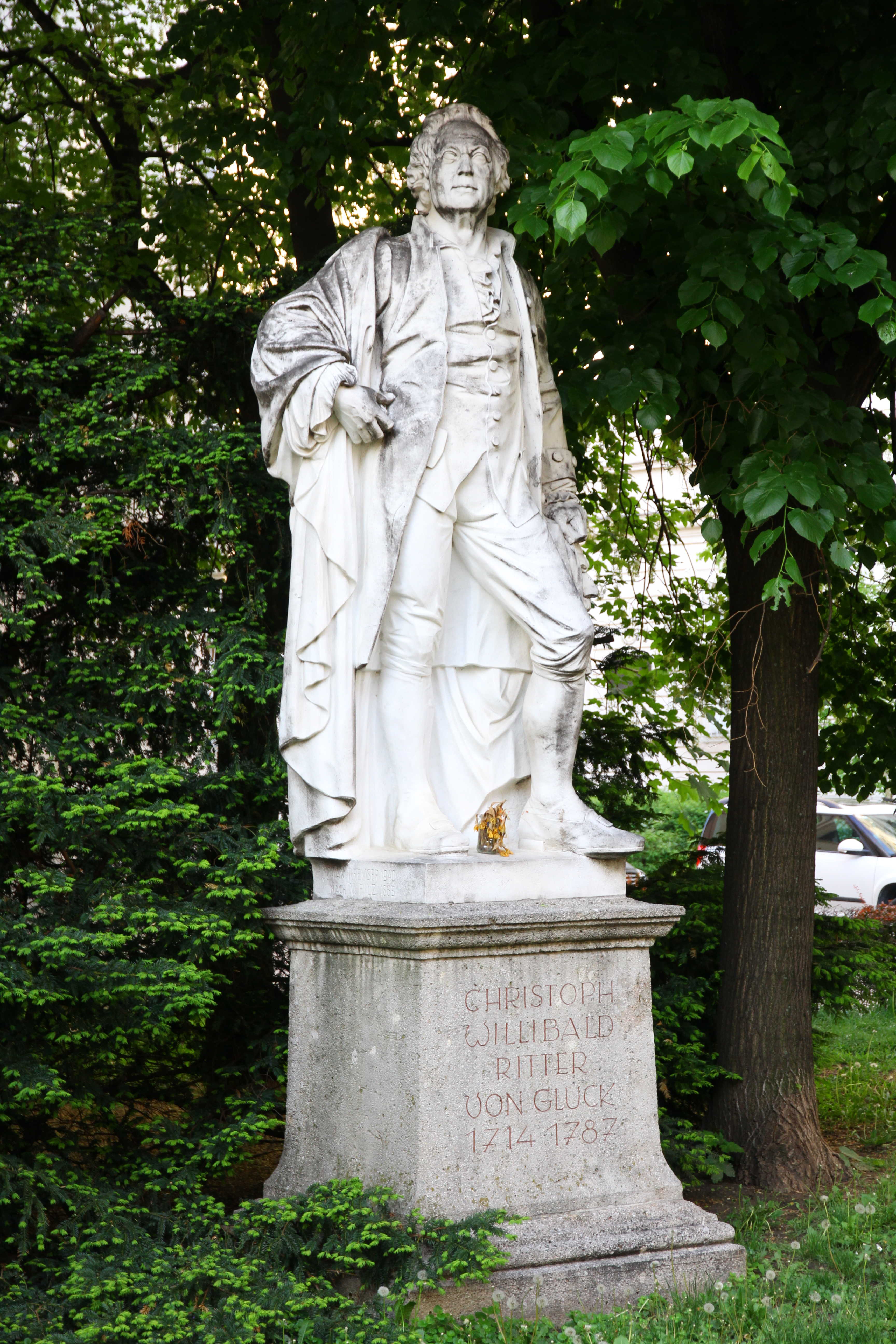
Венский памятник К. В. Глюку

«Кавалер Глюк. Воспоминание 1809 года» (Ritter Gluck. Eine Erinnerung aus dem Jahre 1809) — дебютная новелла Э. Т. А. Гофмана. Написана в Бамберге в июле-августе 1808 года. Опубликована в номере «Всеобщей музыкальной газеты» от 15 февраля 1809 г. Открывает авторский сборник «Фантазии в манере Калло» (1814).

## Сюжет
Под осенними липами берлинского Тиргартена неблагозвучно пиликает оркестр. Сидя в кафе, рассказчик предаётся игре воображения, созывая к себе «дружественные тени». К его столику незаметно подсаживается неизвестный. Из разговора становится ясно, что это тонкий ценитель музыки. Он просит оркестр сыграть увертюру к «Ифигении в Авлиде» покойного композитора Глюка. При этих звуках меломан преображается: «Передо мной был капельмейстер!»
Пути рассказчика и любителя музыки пересекаются ещё несколько раз, в том числе у Бранденбургских ворот. Новый знакомый сетует, что в Берлине не ценят Глюка, что однажды на представлении «Ифигении в Тавриде» он услышал увертюру из «Ифигении в Авлиде», хотя эти оперы принадлежат к разным периодам творчества композитора. Он делится сокровенными мыслями о предназначении художника:
Разве можно даже перечислить те пути, какими приходишь к сочинению музыки? Это широкая проезжая дорога, и все, кому не лень, суетятся на ней и торжествующе вопят: „Мы посвящённые!“ <…> в царство грёз проникают через врата из слоновой кости; мало кому дано узреть эти врата, ещё меньше — вступить в них! <…> Странные видения мелькают здесь и там <…>, трудно вырваться из этого царства <…> путь преграждают чудовища <…>. Но лишь немногие, пробудясь от своей грёзы, поднимаются вверх и, пройдя сквозь царство грёз, достигают истины. Это и есть вершина.
Через несколько месяцев на представлении оперы Глюка «Армида» герои вновь встречаются друг с другом. Возмущённый небрежностью постановки, загадочный меломан предлагает рассказчику послушать подлинную «Армиду» у него дома. Его жилище близ Фридрихштрассе хранит ноты всех произведений Глюка, но рассказчик замечает, что музыкальные инструменты подёрнуты пылью, а нотная бумага пуста…
Исполнение хозяином квартиры увертюры и заключительной сцены «Армиды» потрясает рассказчика своим совершенством. Он понимает, что перед ним гений и пытается выяснить его имя. Хозяин внезапно исчезает из комнаты. Наскучив ожиданием, рассказчик уже собирается покинуть пустынное жилище, когда собеседник возвращается в комнату в парадном камзоле со шпагой и торжественно провозглашает: «Я — кавалер Глюк!»

## Источники вдохновения

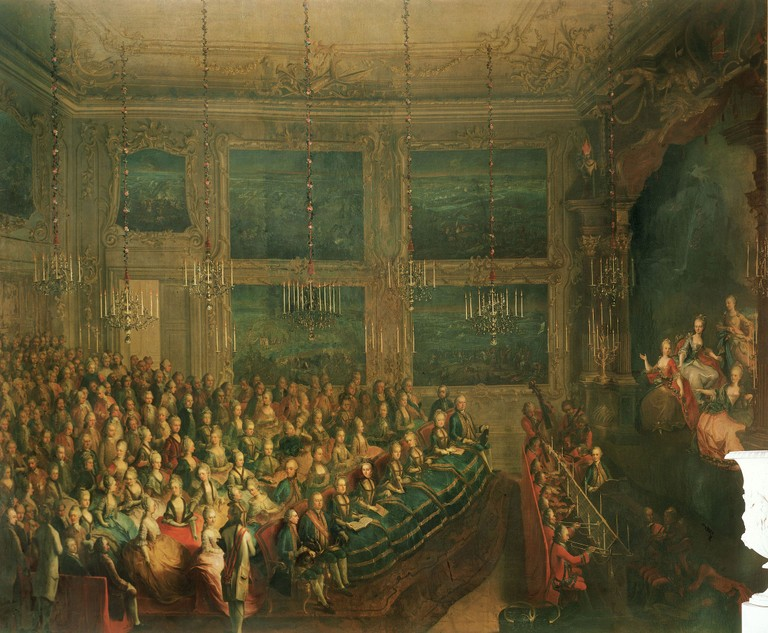
Старинная постановка оперы Глюка